# Бустело, Габриэла
Габриэла Бустело (исп. Gabriela Bustelo, род. 18 мая 1962[…], Мадрид) — испанская писательница, журналистка и переводчица.

## Биография
Включённая в неореалистическое поколение испанских романистов 1990 года, Бустело дебютировала книгой «Вео Вео» (Anagrama, 1996), которая поместила её в литературное поколение X. Вместе с Хосе Анхелем Маньясом, Рэем Лоригой и Лусией Эчеварриа она разделяет острый литературный стиль, на который повлияла коммерческая культура — реклама, поп-музыка, кино и телевидение. Габриэла Бустело — одна из немногих испанок, писавших научную фантастику. Её второй роман «Планета Гембра» (RBA, 2001), вышедший в Нью-Йорке, представляет собой антиутопию, в которой почти два десятилетия назад рассматривается основной конфликт между женщинами и мужчинами, который в XXI веке превратился в движение MeToo как глобальную битву полов. La historia de siempre jamás (El Andén, 2007) изображает безнравственность и поверхностность европейских политических элит. В 1996 году она начала писать статьи об искусстве и культуре для таких изданий, как Vogue и Gala, в течение пятнадцати лет вела политические колонки в национальных печатных СМИ и цифровых газетах. С 2005 по 2015 год она публиковала статьи о культуре в колумбийском журнале «Arcadia» (revistaarcadia.com).

## Переводы
Бустело перевела на испанский язык произведения таких классиков, как Чарльз Диккенс, Джордж Элиот, Редьярд Киплинг, Оскар Уайльд, Эдгар Аллан По и Марк Твен; и известных современников, включая Рэймонда Чандлера, Мюриэл Спарк и Маргарет Этвуд.